# Synodontis pleurops
Synodontis pleurops là tên của một loài cá da trơn bơi lộn ngược thuộc họ Mochokidae và là loài đặc hữu của lưu vực sông Congo ở các nước Cameroon, Cộng hòa Congo và Cộng hòa Dân chủ Congo. Chúng được mô tả lần đầu tiên bởi nhà động vật học người Anh gốc Bỉ tên là George Albert Boulenger vào năm 1899 từ việc quan sát một mẫu vật được thu thập ở thác Boyoma ở Cộng hòa Dân chủ Congo.
Cơ thể của chúng có màu nâu và có sọc, hai thùy của vây đuôi thì có đỉnh cũng màu nâu. Loài này được nhiều người chú ý là do đầu và mặt của chúng to. Màu sắc của chúng sẽ thay đổi theo tuổi.
Như nhiều loài thuộc chi Synodontis thì chúng có một cái "nắp" đầu cứng và có xương nhọn dính vào ở đó. Ngoài ra, nó có thể vươn rộng khi mở mang. Tia đầu tiên của vậy lưng và vây ngực thì đều cứng và nhọn. Chính vì thế mà khi chúng mắc phải bao nilon sẽ rất khó để di chuyển. Ở hàm trên thì răng của chúng có hình nón còn ở hàm dưới thì răng của chúng có hình chữ S và có thể di chuyển. Chúng có 3 cặp râu, một cặp dài qua nắp mang, cặp còn lại thì phân nhánh. Vây mỡ của chúng nhỏ.
Mỗi cá thể của loài này khi trưởng thành sẽ đạt kích thước khoảng 23 cm (9,1 in). Tuy nhiên trường hợp chúng đạt đến 32,5 cm (12,8 in) thì cũng đã được ghi nhận trong tự nhiên.
Chúng sống ở các vùng nước có nhiệt độ từ 22 to 26 °C (72 to 79 °F), pH là 6.0 – 7.0, dải dH là từ 1 đến 10.